# كاسبار نيومان
كاسبار نيومان (بالألمانية: Kaspar Neumann)‏ هو عالم عقيدة ألماني، ولد في 14 سبتمبر 1648 في فروتسواف في بولندا، وتوفي بنفس المكان في 27 يناير 1715.

## وصلات خارجية
- كاسبار نيومان على موقع ميوزك برينز (الإنجليزية)